# فوزي بالكاهية
فوزي بالكاهية ولد في 1948 وتوفي في 8 فبراير 2009، هو اقتصادي وسياسي تونسي.

## السيرة الذاتية
زاول فوزي بالكاهية تعليمه في المدرسة المركزية باريس.

شغل فوزي بالكاهية عدة مسؤوليات هامة منها نائب مدير البنك التونسي للتنمية الاقتصادية (قبل دمجه مع الشركة التونسية للبنك) ثم رئيس مدير عام الخطوط التونسية، قبل أن يعين وزيرا للنقل في حكومة حامد القروي بين 20 فبراير 1991 و9 يونيو 1992، تولى إثرها منصب رئيس مدير عام البنك التونسي بين 1992 و2008. توفي في 8 فبراير 2009 بعد صراع مع المرض. 

من جهة أخرى، ترأس الجمعية المهنية للبنوك وجمعية الصداقة تونس فرنسا.